# 제임스 맥스웰 바딘
제임스 맥스웰 바딘(James Maxwell Bardeen, 1939년 5월 9일 ~ 2022년 6월 20일)은 일반 상대성 이론, 특히 블랙홀 역학의 법칙을 공식화한 역할로 잘 알려진 미국의 물리학자이다. 그는 또한 아인슈타인 장 방정식의 엄밀 해의 하나인 바딘 진공을 발견했다.

## 어린 시절
바딘은 1939년 5월 9일 미네소타 주 미니애폴리스에서 태어났다 . 그의 아버지 존 바딘은 트랜지스터를 발명하고 초전도 이론을 공식화한 공로로 노벨 물리학상을 두 번 수상했다.  그의 어머니 제인 맥스웰 바딘(Jane Maxwell Bardeen)은 동물학자와 고등학교 교사로 일했다. 어린 시절 바딘은 아버지의 직장 관계로 워싱턴 DC, 서밋, 뉴저지, 시카고에 거주했다. 그는 일리노이주 어바나에 있는 대학 실험실 고등학교(University Laboratory High School)에 다녔다. 그런 다음 아버지가 생물학에 들어가기를 원했지만 하버드 대학교에서 물리학을 공부했다. 1960년에 졸업한 후 그는 리처드 파인만과 윌리엄 알프레드 파울러의 지도 아래 캘리포니아 공과대학교에서 대학원 과정을 밟았다. 바딘은 1965년에 이학박사 학위를 받았다.

## 경력
바딘은 처음에 칼텍과 버컬리 캘리포니아 대학교에서 박사후 과정을 거쳤다. 1967년 워싱턴 대학교 천문학과의 일원이 되었다. 이후 그는 1972년에 예일 대학교에 부임했다. 같은 해에 그는 에콜 데 피지크 데 주쉬(École de Physique des Houches)에서 열린 회의에서 스티븐 호킹 및 브랜던 카터와 함께 "블랙홀 역학의 4가지 법칙"이라는 역사적인 논문을 공동 집필했다. 그해 말에 바딘은 블랙홀 "그림자"의 도넛 모양과 크기를 이론화했으며 나중에 사건의 지평선 망원경에 의한 메시어 87번 관측으로 널리 알려지게 되었다.
바딘은 1976년 워싱턴 대학교로 돌아와 2006년 은퇴할 때까지 그곳에 남아 있었다. 그는 마이클 터너(Michael S. Turner) 및 폴 스타인하트(Paul Steinhardt)와 함께 1982년에 초기 우주에서 물질과 에너지 밀도의 미시적 변동이 오늘날 보이는 은하의 배열을 초래하는 방식을 상세히 설명하는 논문을 발표했다. 바딘은 페리미터 이론물리학 연구소(Perimeter Institute for Theoretical Physics)의 '저명 방문 연구원'이기도 하였다. 2012년에는 미국 국립 과학원 회원으로 선출되었다.

## 개인 생활
바딘은 1968년 낸시 토마스(Nancy Thomas)와 결혼했다. 그들은 1년 전에 바딘이 회의에 참석하는 동안 파리에서 만났는데 그가 사망할 때까지 결혼 생활을 유지했다. 그들은 윌리엄과 데이비드 두 아들을 낳았다.
바딘의 형제인 윌리엄 A. 바딘도 물리학자였다. 그의 누이 엘리자베스는 MIT의 물리학자인 토마스 그레이탁(Thomas Greytak)과 결혼했다. 2020년 브라질의 파라 연방 대학교와의 인터뷰에서 바딘은 물리학자로서의 여정, 아버지의 영향, 리처드 파인만의 박사 과정 학생으로서의 경험, 스티븐 호킹과 함께 일한 경험을 회상하였다.
바딘은 2022년 6월 20일 시애틀의 양로원에서 사망했다. 그는 83세에 암으로 사망했다.

## 같이 보기
- 바딘-페터슨 효과
- 우주론적 섭동 이론
- 포스트 뉴턴 전개